# Candelabrum tentaculatum
Candelabrum tentaculatum is een hydroïdpoliep uit de familie Candelabridae. De poliep komt uit het geslacht Candelabrum. Candelabrum tentaculatum werd in 1966 voor het eerst wetenschappelijk beschreven door Millard. 